# Жупанија Њамц
Њамц (рум. Judeţul Neamţ) је округ у републици Румунији, у њеном североисточном делу. Управно средиште округа је град Пјатра Њамц, а битни су и градови Роман и Таргу Њамц.

## Положај
Округ Њамц је унутардржавни округ у Румунији. Округ окружују следећи окрузи:
- ка северу: Сучава (округ)
- ка истоку: Јаши (округ)
- ка југоистоку: Васлуј (округ)
- ка југу: Бакау (округ)
- ка западу: Харгита (округ)

## Природни услови
Округ Њамц је у Молдавији. Округ обухвата средишњи део долине реке Серет, најважнијег тока у Румунској Молдавији. Ка западу се издижу Карпати, а ка истоку побрђе, типично за Молдавију. У јужном делу округа налази се и важна река Бистрица.

## Становништво
Њамц спада у округе Румуније са претежним румунским становништвом и по последњем попису из 2002. г. Румуни чине чак 98,6% окружног становништва. Остатак чине махом Роми, 1,1%.